# Храпави ендоплазматични ретикулум
Храпави (грануларни, гранулисани) ендоплазматични ретикулум (gER/гЕР) је врста ендоплазматичног ретикулума коју одликује присуство рибозома на површини мембране која је окренута ка цитосолу. Изглед је описан називом — лат. granulum = зрно. Мембране грануларног ендоплазматичног ретикулума образују плоче које су најчешће постављене паралелно. Овај облик ендоплазматичног ретикулума је у континууму са спољашњом мембраном једарног овоја. На рибозомима везаним за мембране грануларног ендоплазматичног ретикулума одвија се синтеза протеина. 
Протеини који се синтетишу у грануларном ендоплазматичном ретикулуму транспортују се везикулама које се од њега одвајају и путују ка Голџијевом апарату, ради даље обраде, тзв. „сазревања”.